# Ratchet & Clank: Una dimensión aparte
Ratchet & Clank: Una dimensión aparte (en inglés, Ratchet & Clank: Rift Apart) es un videojuego de plataformas de disparos en tercera persona de 2021 desarrollado por Insomniac Games y distribuido por Sony Interactive Entertainment. La secuela de Ratchet & Clank: Into the Nexus (2013) y la novena entrega principal de la serie Ratchet & Clank, se lanzó para PlayStation 5 el 11 de junio de 2021. Se lanzó un puerto de Windows, desarrollado por Nixxes Software, el 26 de julio de 2023. El juego recibió críticas positivas de los críticos, con elogios especiales por sus avances visuales, de combate y técnicos, y había vendido más de 3,97 millones de unidades en junio de 2023.

## Trama
Ratchet & Clank: Rift Apart  explorará la historia de Ratchet y Clank mientras atraviesan mundos nuevos y antiguos en diferentes dimensiones para salvar el universo del devastador plan del Dr. Nefarious para dañar la estructura del espacio y el tiempo.

## Jugabilidad
Ratchet & Clank: Rift Apart comparte muchas similitudes de jugabilidad con su predecesor y otras entregas en la franquicia. El personaje jugable principal es Ratchet. El jugador navega con Ratchet a través de diversos entornos, derrotando a los enemigos con una variedad de diferentes armas y artilugios, y atravesando obstáculos. en este juego, el jugador también puede tomar el control de Clank. También habrá una lombax hembra jugable llamada Rivet.
El juego introduce en la serie el concepto de viaje casi instantáneo en tiempo real entre diferentes áreas, planetas y otros mundos dentro de escenas de juego a través de un sistema de portales interdimensionales. Para que el jugador pueda utilizar esta función, se introduce en el arsenal de Ratchet y Rivet una nueva mecánica denominada "Rift Tether" que los lleva de un lado a otro de un portal, permitiéndoles moverse rápidamente entre puntos. El juego presenta el regreso de planetas explorados en entregas anteriores con un giro dimensional, a través de sus contrapartes alternativas, junto con nuevos planetas no vistos anteriormente en la franquicia. El juego presenta movilidad mejorada y opciones de recorrido con la adición de movimientos como correr y correr por la pared. Además, el arsenal del juego presenta una combinación de armas nuevas y clásicos que regresan de entregas anteriores.
El juego presenta una variedad de opciones de accesibilidad, incluido un modo de alto contraste y opciones para recorrido simplificado, sensibilidad de la cámara, asistencia de vuelo, etc., para garantizar que todos los jugadores puedan disfrutar del juego y completar la historia.

## Desarrollo
Ratchet & Clank: Rift Apart fue desarrollado por Insomniac Games como un título exclusivo de PlayStation 5. A diferencia de juegos anteriores de la serie Ratchet & Clank, donde el desarrollo estuvo a cargo del equipo secundario en Carolina del Norte, Rift Apart fue desarrollado por todo el equipo de ambos estudios.  Ratchet & Clank: Rift Apart presenta una historia completa e independiente que pretende atraer a los veteranos y recién llegados a la serie, al mismo tiempo que sirve como continuación de Ratchet & Clank: Nexus y la nueva versión de 2016 Ratchet & Clank. Fue dirigida por el director creativo Marcus Smith y el director del juego Mike Daly.
Insomniac Games recibió los kits de desarrollo de PlayStation 5 al principio del ciclo de desarrollo de la consola y el equipo rápidamente comenzó a trabajar en la conceptualización. El director creativo Marcus Smith declaró que, inicialmente, se enfrentaron al dilema de cómo hacer que el juego fuera atractivo tanto para los fanáticos de la serie de larga data como para los nuevos jugadores que tal vez ni siquiera habían nacido cuando se lanzó el último juego completo de la serie. Las ideas iniciales para Ratchet & Clank: Rift Apart surgieron después de que el equipo mantuviera múltiples debates sobre las posibilidades que ofrecían las mejoras realizadas en el hardware de próxima generación. El director del juego, Mike Daly, dijo que sabían desde el principio que el juego sería exclusivo de PS5 y querían aprovechar ese hecho. Añadió que "queríamos hacer un juego que fuera nuevo y llevara la experiencia más allá de lo que había sido antes. Cuando estábamos pensando en lo que podíamos hacer, sabiendo lo que nunca antes habíamos podido hacer, quedó claro que gran parte de la estructura "La calidad de los juegos depende de cómo puedes cargar cosas en la memoria". Con respecto a la facilidad de los flujos de trabajo gracias al SSD diseñado a medida de la PS5, Smith afirmó que "el juego utiliza dimensiones y divisiones dimensionales, y eso no habría sido posible sin la unidad de estado sólido de la PlayStation 5", y agregó que es "gritando rápido. Nos permite construir mundos y proyectar jugadores de un lugar a otro a velocidades casi instantáneas. Es un cambio de juego increíble en términos de que ahora podemos hacer un juego en el que estás en un mundo y al momento siguiente estás en otro". Smith recordó que el equipo tuvo una idea sobre aprovechar los viajes dimensionales a mundos paralelos, citando la película de 1946, It's a Wonderful Life como inspiración para la dirección del juego. Smith afirmó que la curiosidad del equipo se despertó con la pregunta: "¿Cómo sería una dimensión diferente de Ratchet and Clank?  Y en particular, ¿cómo sería la vida de Ratchet si no tuviera un Clank?".
Al desarrollar las mecánicas transversales del juego, Insomniac Games tuvo la oportunidad de aprender a aprovechar sus experiencias de títulos anteriores que desarrollaron para mejorar y ampliar las mecánicas transversales de Rift Apart. Smith declaró que "Creo que las lecciones que aprendimos de Sunset Overdrive (2014) y Spider-Man (2018), aunque podríamos haber tenido un tiro de gancho en alguna parte, ahora tenemos áreas donde puedes disparar con gancho y luego usar Phantom Dash y luego corre por la pared y luego rompe la atadura y todo fluye muy bien".
Intrigado por el concepto de diferentes elecciones, resultados y circunstancias que dan forma a la trayectoria de la vida de uno, la idea de Rivet nació junto con la exploración del universo alternativo de la franquicia. La escritora principal Lauren Mee y la animadora principal, Lindsay Thompson, estaban muy interesadas en un nuevo personaje que tuviera su propia perspectiva e instintos de supervivencia encarnados por sus circunstancias dadas en un universo más oscuro. Thompson describió a Rivet como alguien que tiene "un exterior duro y una frialdad percibida, nunca es cínica, oscura o cruel. Claro, puede que no sepa cuál es la mejor manera de actuar en una situación social, pero seguro que no es tímida".  Smith señaló que el equipo estaba interesado en representar la complejidad y los matices con contrapartes paralelas de personajes, citando la importancia de no representar personajes como Rivet como una antítesis "unidimensional" de sus contrapartes en todos los sentidos. Mee enfatizó que era importante que las experiencias vividas por Rivet no la dejaran hastiada, ya que si bien ella viene con sus propias luchas, no le han robado la esperanza que tiene de salvar su universo contra las fuerzas del Emperador Nefarious. Tras la creación de Rivet, se realizaron varias audiciones para encontrar la voz adecuada para el personaje.  Posteriormente, el estudio reclutó a la actriz de doblaje Jennifer Hale, quien anteriormente expresó a la Comandante Shepard en la serie Mass Effect.  Jim Ward, quien ha dado voz al Capitán Qwark desde el inicio de la serie, no pudo retomar su papel en Rift Apart debido al deterioro de su salud, ya que le diagnosticaron una forma precoz de la enfermedad de Alzheimer y COVID-19; fue reemplazado por Scott Whyte.
Después de un parche el día del lanzamiento, Rift Apart presenta un modo Fidelity con resolución 4K que se ejecuta a 30 fotogramas por segundo y dos modos de 60 fotogramas por segundo, denominados "Performance" y "Performance Ray-Tracing", que se ejecutan a una resolución base más baja. El juego también es compatible con HDR. El juego aprovecha el controlador DualSense de PlayStation 5, Tempest Engine y el hardware de trazado de rayos dedicado para admitir retroalimentación háptica avanzada, audio espacial 3D y efectos de trazado de rayos en tiempo real. La mayor potencia de procesamiento de PlayStation 5 y la inclusión de una unidad de estado sólido personalizada permiten que el juego presente una mayor variedad de NPC, enemigos, efectos visuales y objetos dentro de las escenas del juego que las entradas anteriores. Las mejoras en el diseño del juego tienen como objetivo reducir significativamente los tiempos de carga al saltar entre mundos.

## Música
Ratchet & Clank: Rift Apart presenta una partitura original compuesta principalmente por Mark Mothersbaugh y Wataru Hokoyama.  Conocido por sus trabajos en Hotel Transylvania, Thor: Ragnarok y The Croods: A New Age, se contactó con Mothersbaugh al principio del desarrollo del juego. Insomniac Games quería que la banda sonora evocara un sonido retro futurista; este enfoque informó la dirección del sonido y los llevó a la búsqueda posterior del compositor adecuado para cumplir esta visión. Le preguntaron a Mothersbaugh, quien luego aceptó componer para el juego. Mothersbaugh optó por un sonido más experimental utilizando varios instrumentos, incluidos sintetizadores, para componer la partitura. Al combinar sonidos de sintetizador eclécticos con ritmos orquestales, Mothersbaugh pudo ofrecer una experiencia de sonido más cinematográfica en línea con la visión rectora del estudio.

## Recepción
Ratchet & Clank: Una dimensión aparte obtuvo críticas generalmente favorables" según las reseñas de Metacritic, que le otorgó una puntuación de 88 sobre 100 según las reseñas de 126 críticos.